# رود ایتادوری
رود ایتادوری (به لاتین: Itadori River) یک رود در ژاپن است که  ۵۳ کیلومتر طول دارد.